# Suore del Sacro Cuore di Gesù e dei Santi Angeli
Le Suore del Sacro Cuore di Gesù e dei Santi Angeli (in spagnolo Hermanas del Sagrado Corazón de Jesús y de los Santos Angeles) sono un istituto religioso femminile di diritto pontificio: i membri di questa congregazione, dette anche Angeliche del Sacro Cuore, pospongono al loro nome la sigla R.A.

## Storia
La congregazione venne fondata da Genoveva Torres Morales (1870-1956): nata da una povera famiglia spagnola, rimase presto orfana e all'età di tredici anni, a causa di un tumore, le venne amputata una gamba.
La Morales dedicò tutta la sua vita all'accoglienza e all'assistenza alle donne sole e in difficoltà: per tale opera, su consiglio dal gesuita Martín Sánchez, fondò a Valencia l'istituto delle religiose Angeliche del Sacro Cuore (dette poi Suore del Sacro Cuore di Gesù e dei Santi Angeli), che si diffuse rapidamente in diversi centri della Spagna.
Il 5 dicembre 1925 la congregazione venne eretta in istituto di diritto diocesano dall'arcivescovo di Saragozza Rigoberto Domenech y Valls: ricevette il pontificio decreto di lode il 25 marzo 1953 e venne definitivamente approvata, insieme alle sue costituzioni, il 22 giugno 1962.
La fondatrice, beatificata nel 1995, è stata canonizzata da papa Giovanni Paolo II nel 2003.

## Attività e diffusione
Le Angeliche del Sacro Cuore si dedicano all'istruzione della gioventù e ad altre opere di carità.
Sono presenti in Italia, Messico, Spagna e Venezuela: la sede generalizia è a Saragozza.
Al 31 dicembre 2005 l'istituto contava 171 religiose in 21 case.